# ريتشارد سودربرغ
ريتشارد سودربرغ (بالسويدية: Richard Söderberg) هو مهندس سويدي، ولد في 3 فبراير 1895 في Örnsköldsvik Municipality ‏ في السويد، وتوفي في 17 أكتوبر 1979 في كامبريدج في الولايات المتحدة.